# (31607) 1999 GQ5
1999 GQ5 (asteroide 31607) é um asteroide da cintura principal. Possui uma excentricidade de 0.05003330 e uma inclinação de 3.26720º.
Este asteroide foi descoberto no dia 15 de abril de 1999 por Tetsuo Kagawa em Gekko.